# Patrick Rooney (Squashspieler)
Patrick Rooney (* 16. Juni 1997 in St Helens) ist ein englischer Squashspieler.

## Karriere
Patrick Rooney begann seine Karriere im Jahr 2015 und gewann bislang fünf Turniere auf der PSA World Tour. Seine höchste Platzierung in der Weltrangliste erreichte er mit Rang 18 am 9. Januar 2023. Der größte Erfolg in seiner Juniorenzeit gelang ihm 2016 nach einem Finalsieg gegen Balázs Farkas mit dem Gewinn der Europameisterschaft. Mit der englischen Nationalmannschaft gelang ihm 2022 der Titelgewinn bei den Europameisterschaften. Diesen Erfolg wiederholte er 2023 mit der Mannschaft. Im selben Jahr erreichte er mit der Nationalmannschaft das Finale der Weltmeisterschaft, das gegen Ägypten mit 0:2 verloren ging.

## Erfolge
- Vizeweltmeister mit der Mannschaft: 2023
- Europameister mit der Mannschaft: 2022, 2023
- Gewonnene PSA-Titel: 5